# Pieter Bos
Pieter Bos (Buitenpost, 23 febbraio 1997) è un ex calciatore olandese, di ruolo portiere.

## Carriera
Cresciuto nei settori giovanili di Buitenpost ed Heerenveen, il 16 giugno 2016 viene acquistato dal Cambuur. Tuttavia, farà il suo esordio con la squadra solamente il 3 maggio 2019, in occasione dell'incontro di Eerste Divisie pareggiato per 2-2 contro il Twente. Negli anni seguenti, rimane spesso in panchina, riuscendo comunque a contribuire alla promozione della squadra in Eredivisie al termine della stagione 2020-2021. Di fatto ha esordito nella massima serie olandese il 6 marzo 2022, disputando l'incontro perso per 1-0 contro il Twente. Il 18 maggio successivo, a causa di problemi cardiaci, decide di appendere gli scarpini al chiodo, all'età di 25 anni. Poco dopo assume l'incarico di preparatore dei portieri del Buitenpost.

## Statistiche

### Presenze e reti nei club
| Stagione        | Squadra         | Campionato      | Campionato | Campionato | Coppe nazionali | Coppe nazionali | Coppe nazionali | Coppe continentali | Coppe continentali | Coppe continentali | Altre coppe | Altre coppe | Altre coppe | Totale | Totale |
| Stagione        | Squadra         | Comp            | Pres       | Reti       | Comp            | Pres            | Reti            | Comp               | Pres               | Reti               | Comp        | Pres        | Reti        | Pres   | Reti   |
| --------------- | --------------- | --------------- | ---------- | ---------- | --------------- | --------------- | --------------- | ------------------ | ------------------ | ------------------ | ----------- | ----------- | ----------- | ------ | ------ |
| 2016-2017       | Cambuur         | 1D              | 0          | 0          | CO              | 0               | 0               |                    | -                  | -                  |             | -           | -           | 0      | 0      |
| 2017-2018       | Cambuur         | 1D              | 0          | 0          | CO              | 0               | 0               |                    | -                  | -                  |             | -           | -           | 0      | 0      |
| 2018-2019       | Cambuur         | 1D              | 1+1        | 0 + -2     | CO              | 0               | 0               |                    | -                  | -                  |             | -           | -           | 2      | -2     |
| 2019-2020       | Cambuur         | 1D              | 0          | 0          | CO              | 0               | 0               |                    | -                  | -                  |             | -           | -           | 0      | 0      |
| 2020-2021       | Cambuur         | 1D              | 1          | 0          | CO              | 0               | 0               |                    | -                  | -                  |             | -           | -           | 1      | 0      |
| 2021-2022       | Cambuur         | ED              | 6          | -11        | CO              | 0               | 0               |                    | -                  | -                  |             | -           | -           | 6      | -11    |
| Totale Cambuur  | Totale Cambuur  | Totale Cambuur  | 8+1        | -11 + -2   |                 | 0               | 0               |                    | -                  | -                  |             | -           | -           | 9      | -13    |
| Totale carriera | Totale carriera | Totale carriera | 9          | -13        |                 | 0               | 0               |                    | -                  | -                  |             | -           | -           | 9      | -13    |

## Palmarès

### Club

#### Competizioni nazionali
- Eerste Divisie: 1

Cambuur: 2020-2021